# Namibian Correctional Service
Der Namibian Correctional Service (NCS), ehemals Namibian Prison Service (NPS), ist die Strafvollzugsbehörde in Namibia. Sie ist als selbständige Einrichtung seit 2020 dem Ministerium für Innere Angelegenheiten, Einwanderung und Sicherheit unterstellt. Zuvor war sie dem Ministerium für Sicherheit angegliedert.
Der Hauptsitz befindet sich in Windhoek. Der NCS ist operativ in die Regionen Nord, Süd, Ost und West unterteilt. Neben dem Betrieb von Justizvollzugsanstalten liegt der Schwerpunkt auf der Rehabilitierung und Reintegration von Gefangenen.
Die Einrichtung eines Strafvollzugsdienstes gründet sich auf Paragraf 121 der Verfassung Namibias. Einzelheiten sind im Correctional Service Act aus dem Jahr 2012 geregelt. Dem NCS steht gemäß Paragraf 122 der Verfassung ein Generalkommissar (englisch Commissioner-General), derzeit (Stand Mai 2021) Raphael Hamunyela vor.
Der NCS betreibt mit dem NCS FC einen Fußballverein der in der Namibia Premier Football League spielt und stellt mit dem NCS NC den amtierenden Meister im Netball.